# Quetzalli Alvarado
Quetzalli Alvarado Godínez (Mexico-Stad, 12 juni 1975) is een Mexicaans voetbalscheidsrechter. Ze fluit sinds 2004 op internationaal niveau. Ze is sinds 2011 actief in de tweede en derde divisie van het Mexicaanse mannenvoetbal. In november 2013 was ze de eerste vrouw die een seizoensfinale van de tweede divisie leidde. Ook heeft ze Mexicaanse bekerwedstrijden gefloten. Alvarado voetbalde zelf in haar studententijd in een universiteitsteam. Naast haar carrière als voetbalscheidsrechter is ze dierenarts.

## Internationale toernooien
Alvarado floot wedstrijden op de volgende internationale vrouwenvoetbaltoernooien:
- Wereldkampioenschap voetbal vrouwen onder 17 - 2008
- Wereldkampioenschap voetbal vrouwen onder 17 - 2010
- CONCACAF-kampioenschap voetbal vrouwen onder 20 - 2010
- Wereldkampioenschap voetbal vrouwen 2011
- Olympisch kwalificatietoernooi voetbal 2012 (CONCACAF vrouwen)
- CONCACAF-kampioenschap voetbal vrouwen onder 17 - 2012
- Olympische Zomerspelen 2012
- Wereldkampioenschap voetbal vrouwen onder 20 - 2014
- Wereldkampioenschap voetbal vrouwen 2015